# Festa de Agosto de São Roque
As Festas de Agosto de São Roque acontecem nas duas semanas que antecedem o dia 16/08, Dia de São Roque e aniversário da cidade homômima no interior de São Paulo, e consistem em uma série de eventos religiosos e artísticos cheios de música, fé e tradição. São realizadas novenas, missas e procissões no cronograma religioso, e shows gratuitos na praça em frente à Igreja Matriz todos os dias das festividades. Além disso, recentemente a prefeitura passou a realizar mais shows gratuitos no Recanto da Cascata no mesmo período (o festival foi batizado de Viva São Roque). A Entrada dos Carros de Lenha, realizada no primeiro domingo do mês, marca a abertura oficial das festas, que terminam com a procissão em louvor ao santo padroeiro e um show de encerramento no dia 16/08. 

### Origem das Festas de Agosto
São Roque, o santo padroeiro dessa festividade, nasceu no sul da França, no ano de 1295, alegadamente um filho do governador de Montpellier, que teria perdido seus pais aos vinte anos de idade, e dividido os seus bens entre os pobres, indo a pé em peregrinação até Roma. 
As origens desta tradição nos remetem à metade do século XVII e estão ligadas à história da fundação dessa cidade às margens do rio Carambeí, quando o bandeirante Pedro Vaz de Barros construiu sua casa e ao lado, uma capelinha, onde hoje está a Praça da Matriz, elegendo como padroeiro São Roque por sua devoção.
Em seu testamento, o fundador da cidade, Pedro Vaz de Barros, também conhecido como “Vaz-Guaçu”, fez uma valiosa doação de imóveis à capela, contanto que a conservassem sempre limpa e trouxessem um sacerdote ao povoado, ao menos uma vez por ano, na festa do padroeiro.  
Nessa época, como a população era ainda pequena, a localidade não contava com a assistência de um padre. De Araçariguama que vinham os sacerdotes para as celebrações religiosas.

### Tradições
Para celebrar a data, a cidade conta com atrações variadas que vão desde a missa campal, o enfeite dos tapetes e a procissão de São Roque a aguardados shows artísticos.
Nos dias 15 e 16 de agosto a Paróquia de São Roque promove o Episódio das Alvoradas, quando ao nascer do sol a população acorda com uma grande queima de fogos e replicar dos sinos das igrejas locais.
Os participantes da Festa são recebidos ao som de uma banda e um café da manhã. Simultaneamente a essa confraternização, o Bando Precatório, composto por crianças e jovens, geralmente meninas, veste-se de branco, caminhando pelas ruas da cidade. Ao percorrer os logradouros, entregam medalhas de São Roque e de Nossa Senhora da Assunção. Essa é uma tradição portuguesa que chegou ao Município também para angariar fundos, sendo que hoje elas distribuem as medalhinhas e convidam o público para a missa das 10 horas. 
No dia 16, feriado municipal (é o dia da solenidade litúrgica em honra de São Roque) há a missa campal às 10 horas, na Praça da Igreja Matriz. Em seguida, os são-roquenses e os turistas podem ajudar na preparação dos tapetes que enfeitam todo o centro histórico da cidade. Para a fabricação desses enfeites, são utilizados mais de 800 sacos de serragem (de 10 quilos cada um). Uma boa quantia é tingida à mão pelos próprios paroquianos e o restante é utilizado ao natural. Os desenhos trazem passagens religiosas e remetem às histórias do Santo Padroeiro e pontos turísticos da cidade.
No final da tarde, é realizada a procissão em louvor a São Roque, em que fiéis percorrem as ruas da cidade carregando o andor com o santo decorado com flores amarelas e detalhes marrons, entoando a frase "Viva São Roque!", ao que o público responde "Viva". Ao final, é realizada uma cerimônia de encerramento na praça em frente à igreja e a notie termina com shows ali mesmo, marcando o final oficial das Festas de Agosto de São Roque.